# Khoronk
Khoronk là một đô thị thuộc tỉnh Armavir, Armenia. Dân số ước tính năm 2011 là 2912 người.